# Putinologie
Putinologie bezeichnet die Interpretation russischer Politik durch den Versuch, Wladimir Putins Psyche zu „entschlüsseln“ oder ihn mit einer Reihe psychischer Störungen zu „diagnostizieren“. Putinologie wird im Journalismus hauptsächlich in der Boulevard-Berichterstattung verwendet und unterscheidet sich von der traditionellen Kremlinologie. Der Begriff tauchte erstmals Anfang der 2000er Jahre auf, nachdem einige Kommentatoren in den Medien erklärt hatten, dass Kremlinologie, also die Deutung von äußeren Zeichen eines ansonsten geschlossenes Systems, durch Putinologie ersetzt werden müsse.
Obwohl die Praxis der Putinologie in englischsprachigen und zunehmend auch deutschsprachigen Leitmedien nach den russischen Präsidentschaftswahlen 2012, der Annexion der Krim 2014 und dem Beginn des russisch-ukrainischen Krieges zugenommen hat, wird sie unter Politikwissenschaftlern, insbesondere Realisten, weitgehend kritisiert, da sie komplexe politische Ereignisse zu stark vereinfache.

## Vorgehensweise
Putinologie befasst sich in der Regel mit einer Analyse von Putins Verhaltensweisen und Reden, mit dem Ziel, Rückschlüsse auf die russische Politik zu ziehen.
Zum selben Zweck wird auch Videomaterial analysiert. Im Jahr 2015 veröffentlichte USA Today ein von Brenda Connors verfasstes, zuvor als geheim eingestuftes Dokument des US-Verteidigungsministeriums, in dem sie bei Putin das Asperger-Syndrom feststellte und sich dabei in erster Linie auf Videomaterial von Putins Amtseinführung im Jahr 2000 und ein Interview mit dem Time-Magazin stützte. Nach der Veröffentlichung durch USA Today distanzierte sich das Pentagon von dem Bericht, während ein Sprecher der russischen Regierung den Bericht als „Unsinn, der keinen Kommentar wert ist“ bezeichnete. Connors, die keinen medizinischen oder klinischen Hintergrund hat, räumte später ein, dass ihre Diagnose nicht bestätigt werden könne.
Putinologie wird vor allem in journalistischen Beiträgen praktiziert. Der französische Philosoph Michel Eltchaninoff veröffentlichte 2015 mit Dans la tête de Vladimir Poutine („Im Kopf des Wladimir Putin“) hingegen nicht eine Diagnose, sondern eine umfangreiche Analyse von Putins Zitaten.

## Kritik
Timothy Snyder bezeichnete Iwan Iljin als „faschistischen geopolitischen Denker“ und schlug vor, dass auf Putin die gleiche Bezeichnung anwendbar sei. Drozdova/Robinson interpretierten 2017 hinter der Aussage Snyders eine angeblich simple Logik Snyders im Sinne von „Iljin ist ein Faschist, Putin zitierte Iljin, also ist Putin ein Faschist.“ Ihr eigenes Paper käme dank „nuancierterer Schlüsse“ zum Fazit, dass Putin sich in seinen Aussagen als „relativ moderater Konservativer“ positioniere. Wie Snyder habe auch Eltchaninoff  schlicht nicht die exakten Worte Putins analysiert und Putins Zitate „komplett aus dem Zusammenhang gerissen“, so die Meinung von Drozdova/Robinson.
Kritiker sehen Putinologie als eine analytische Sackgasse, die diplomatischen Bemühungen schweren Schaden zufügen könne, da sie dazu neige, alle Äußerungen der russischen Regierung oder Putins als Ergebnis einer geistigen Störung oder Irrationalität abzutun, was das Risiko eines Konflikts drastisch erhöhe. John Mearsheimer und Richard Sakwa hatten den russischen Hybridkrieg in der Ukraine als Beispiel herangezogen und argumentierten, dass mit dieser „Augenbinde“ mehrere führende europäische und nordamerikanische Politiker von geopolitischen Überlegungen abgehalten würden und sicherheitspolitische Interessen des russischen Staates ignoriert würden, die „nicht nur Putin, [sondern] kein russischer Führer“ tolerieren würde.
Auf eine Person fixiert führt Putinologie zwangsläufig zu Widersprüchen. So wurde Putin mal als risikofreudig, als vorsichtig, als Langzeitplaner, als Opportunist, als jemand, der in erster Linie nach persönlichem Reichtum trachte, als Nationalist, Kommunist, als Befürworter freier Märkte und mit weiteren Gegensätzen beschrieben. Putinologie begünstigt förmlich einen Personenkult, da sie ein Narrativ des „starken Mannes“ Putin fördere.
Die Leiterin der National Autistic Society hatte als Reaktion auf den Pentagon-Bericht von 2008, in dem Putin mit dem Asperger-Syndrom in Verbindung gebracht wurde, argumentiert, dass „diese Art von spekulativer Diagnose mit Risiken behaftet und nicht hilfreich ist“, da die Autorin des Berichts Putin nie getroffen und keine Gehirnscans von ihm gesehen hatte, was für eine Diagnose nötig ist.